# قانون الحفاظ على سلامة جميع الطلاب
قانون الحفاظ على سلامة جميع الطلاب يشير إلى مقترحين تشريعيين أمريكيين تم تقديمهما في مجلس النواب الأمريكي في 6 أبريل عام 2011 تحت عنوان H.R. 1381 نسخة محفوظة 21 سبتمبر 2014 على موقع واي باك مشين. وفي مجلس الشيوخ في 16 ديسمبر 2011 تحت عنوان S.2020 نسخة محفوظة 15 أكتوبر 2014 على موقع واي باك مشين.. وقد تم وضع مشروعي القانونين لحماية الأطفال من أضرار التقييد والعزل في المدرسة. وقد تم تقديم القانون الأول للكونغرس في مجلس النواب الأمريكي في 9 ديسمبر 2007 وأُطلق عليه قانون منع التقييد والعزل الضارين في المدارس. والمقدمون الأساسيون لمشروعي القانونين هم السيناتور توم هاركين (عن الحزب الديمقراطي في ولاية آيوا)، ورئيس لجنة مجلس الشيوخ للصحة والتعليم والعمالة والتقاعد، وعضو مجلس الكونغرس جورج ميللر (عن الحزب الديمقراطي في ولاية كاليفورنيا)، والعضو رفيع المستوى في لجنة القوى العاملة والتعليم في مجلس النوّاب وعضو الكونغرس جريج هاربر (نائب جمهوري عن ولاية مسيسيبي).

## الخلفية والتاريخ التشريعي
يتضمن التقييد شل حركة الشخص ومنعه من تحريك ذراعيه أو قدميه أو جسده أو رأسه بحرية. أما العزل فيتضمن التقييد اللاإرادي للشخص في غرفة أو منطقة؛ مما يتسبب في منعه من مغادرتها سواء كانت الغرفة مغلقة أو كان الباب مسدودًا بقطعة أثاث.
وفي عام 2009، قام مكتب المساءلة الحكومي (GAO) بالولايات المتحدة بإجراء دراسة شاملة عن استخدام التقييد والعزل في المدارس وآثارهما. ووجد المكتب أن «مئات الحالات من الإساءة والموت المزعومين لهما علاقة باستخدام هذه الطرق مع أطفال المدارس خلال العقدين الماضيين». وتتضمن معظم هذه الحالات الأطفال ذوي الإعاقات الذين تم إدراج أسمائهم في التربية الخاصة.
لقد قام مكتب المساءلة الحكومي بتوثيق 20 حالة وفاة ناجمة عن التقييد. كما أعلن أيضًا عن حالات التقييد التي أسفرت عن كسر الذراعين وعن أطفال الروضة الذين تم تقييدهم بالكراسي بشريط لاصق والذين تعرضوا لنزيف بالأنف. amp;lt;ref name="GAO1" /> وقد قام أحد المراهقين بشنق نفسه في غرفة معزولة بينما يجلس المدرس خارجها. قبل نهاية حياته، تم عزله 19 مرة في غرفة خرسانية 8 أقدام × 8 أقدام لمدة 94 دقيقة في كل مرة. ولم يتم إبلاغ والديه بذلك أبدًا. وجدير بالذكر أن المكتب اكتشف أن أحد الأطفال في نيويورك تم وضعه منفردًا في غرفة معزولة 75 مرة في 6 أشهر بسبب الصفير والتسكع. وقد قامت الشبكة المحلية لحقوق المعاقين ومجلس وكلاء الآباء ومحاميهم بتوثيق الممارسة الشاملة للتقييد والعزل في عام 2009. كما قامت الشبكة المحلية لحقوق المعاقين بتوثيق ممارسة التقييد والعزل في ولايتين أو ثلاث في عام 2009.
وفي 19 مايو 2009، ترأس عضو الكونغرس جورج ميللر لجنة التعليم والعمل في مجلس النوّاب التي عقدت جلسات استماع بشأن ممارسة التقييد والعزل.
وقد أدلت إحدى الشاهدات بشهادتها بشأن قتل ولدها البالغ من العمر 14 عامًا عندما قيده المدرس الذي يبلغ وزنه 230 رطلاً ورقد عليه؛ مما أدى لاختناقه بسبب اختلافهما على وجبة الغداء. وقد ذكرت شاهدة أخرى أن ابنتها البالغة من العمر 7 سنوات قد أصيبت بكدمات عندما تم قييدها وإلصاق وجهها بالأرض بسبب عبثها بأسنانها ولم تبلغ المدرسة الوالدة بهذا مطلقًا، كما أدلت بأنه تم تقييد طفلتها مرة أخرى بعد ذلك، وتلقت لكمات قاسية ولكنها لم تبلغ بهذا التقييد. وقد ذكرت في شهادتها أنه قد تم منع أطفال آخرين من الطعام والمياه والذهاب إلى المرحاض أثناء عزلهم في غرف معزولة.
لقد قام المكتب بتقديم إثباتات بشأن تقاريره ونتائجه الخاصة بالتقييد والعزل والتعرض لخطر الوفاة والإصابة. كما أبلغ المكتب بأنه تمت ممارسة التقييد والعزل للتحكم في السلوكيات السيئة للطلاب القُصّر، مثل: التحدث في وقت غير مناسب أو رفض الاستمرار في الجلوس على المقعد. وأدلى شاهد إثبات آخر بأنه قد يتم اللجوء إلى التقييد في حالات الطوارئ. كما أنه لاحظ ضرورة لجوء المعلمين في بعض الأوقات إلى ممارسة التقييد في المواقف الطارئة التي يتعرض فيها الطفل لخطر إصابة نفسه أو الآخرين مع عدم وجود شيء آخر يمنع هذا الخطر العاجل. وقد يستخدم المدرسون التقييد والعزل بطريقة مناسبة في تلك الظروف التي أدلى بها الشاهد. the witness testified. كما قام أحد مجالس ولاية إيلينوي الخاصة بممثلي التعليم بعرض بيانات من سكان ولاية إيلينوي تفيد بأن تنفيذ دعم السلوكيات الإيجابية على مستوى المدرسة قلل من ممارسة التقييد والعزل بشكل كبير.
وقد صرح مجلس النواب الأمريكي بأن الأطفال ـ والمعاقين منهم في معظم الأحيان ـ يتعرضون للتقييد والعزل بنسب تفوق البالغين، وأنهم عرضة لخطر الإصابة بشكل أكبر نتيجة لهذه الممارسات. وكشف مجلس النواب أيضًا عن أنه يتم تقييد الأطفال الذين يقل عمرهم عن 12 عامًا أو عزلهم بنسب تفوق أي مجموعة أعمار أخرى. كما صرح مجلس النواب بأن «ممارسة التقييد والعزل غالبًا ما تعمل على تفاقم السلوكيات التي يحاول المدرسون الحد منها».”
ونظرًا لعدم وجود قانون فيدرالي، تسود قوانين التقييد والتحكم الخاصة بالولايات. وقدم تقرير اللجنة القومية الخاصة بمرض التوحد لعام 2012، الذي أعدته جيسيكا بتلر، موجزًا لقوانين وسياسات الولايات فيما يتعلق بالتقييد والعزل. وتفيد التقارير بأن 14 ولاية فقط قامت بالحد من ممارسة التقييد في حالات الطوارئ التي تنطوي على مخاطر الإصابة الجسدية. كما أن 11 ولاية فقط قاموا إما بحظر كل أشكال العزل أو قصرها على مخاطر الطوارئ التي تنطوي على ضرر جسدي. كما توجد 27 ولاية لا تفرض إبلاغ الوالدين في حالة تقييد الطفل أو عزله و12 ولاية فقط تفرض الإبلاغ في يوم الحادث نفسه أو اليوم التالي.
نظرًا لعدم وجود مراكز قومية لتبادل المعلومات تقوم بتجميع البيانات المتعلقة باستخدام الآليات، فإن الرقم الدقيق للأطفال الذين أُجبروا على التقييد والعزل في المدارس غير معروف. واكتشف المكتب أن خمس ولايات فقط تحتفظ بالسجلات. وفي اثنتين من تلك الولايات، هما تكساس وكاليفورنيا، كان هناك ما يزيد عن 33000 حالة في 2007- 2008. وكان لدى معظم الأطفال حالات إعاقة معرفية، ومرض توحد، وإعاقات في الصحة النفسية، ومرض نقص الانتباه، وحالات إعاقة أخرى.
في 9 ديسمبر 2009، أي بعد 6 أشهر من إثباتات مجلس النواب، تم تقديم القانون الوطني الأول للتقييد والعزل من قِبل عضو الكونغرس جورج ميللر. كما تم إعداده تحت إشراف عضو مجلس الشيوخ كاثي مكموريس رودجرز. كما تم تقديم قانون مصاحب في مجلس الشيوخ من قِبل العضو كريس دود.

## وصلات خارجية
- S.2020 نسخة محفوظة 15 أكتوبر 2014 على موقع واي باك مشين., Full text of Keeping All Students Safe Act, S.2020 via THOMAS
- نسخة محفوظة 21 سبتمبر 2014 على موقع واي باك مشين., Full text of Keeping All Students Safe Act, H.R.1381 via THOMAS